# Sankt Georgener Predigten
Die Sankt Georgener Predigten sind eine um 1300 zusammengestellte Sammlung von 39 deutschen Predigten, überliefert im Bestand des frühneuzeitlichen Villinger Georgsklosters, ursprünglich der Mönchsgemeinschaft Sankt Georgen im Schwarzwald. Dort ist sie im 17. Jahrhundert bezeugt, und daher erhielt sie ihren Namen, der also nichts mit der ursprünglichen Herkunft von Handschrift und Sammlung zu tun hat.
Die namensgebende Handschrift ist als Codex St. Georgen 36 in der Badischen Landesbibliothek in Karlsruhe überliefert. Dieser ist eingebunden in einen modernen, roten Ledereinband mit zwei Schließen. Der Codex besteht aus 109 Pergament-Blättern der Größe 11,6 cm × 17,3 cm. Die Seiten sind zweispaltig beschrieben, je eine große Initiale im Fleuronné-Stil (zweifarbig) leitet eine neue Predigt ein. Bei den Majuskeln im Text, die Satzanfänge und Einschnitte markieren, wechseln sich die Farben rot und blau – auch sie im Fleuronné-Stil gestaltet – meist ab. Die Minuskelschrift ist gotisch. Die Handschrift wird auf die Wende vom 13. zum 14. Jahrhundert datiert.
Wichtiger als die Form ist der Inhalt der St. Georgener Predigtsammlung. Die Handschrift enthält 39 deutsche Klosterpredigten, die ursprünglich ohne erkennbare Anordnung zu Beginn des 2. Viertels des 13. Jahrhunderts wohl in einem Zisterzienserkloster zusammengestellt worden sind. Zielgruppe der Predigten waren vermutlich Nonnen. Die geistlich-erbaulichen Texte enthalten kurze Predigten, religiöse Traktate, Erbauungstexte ohne Predigtform und behandeln theologisch anspruchsvolle Themen  wie Trinität, Christologie, Mariologie, Eucharistie oder mystische Erfahrungen.
Fassbar ist die St. Georgener Predigtsammlung in einer breiten Überlieferung von 28 Handschriften. Zwei alemannische Handschriften stammen aus der Mitte des 13. Jahrhunderts, bei der Freiburger Handschrift (Hs. 464) handelt es sich um eine Sammlung, die um sog. Schweizer Predigten erweitert wurde. Weitere Handschriften finden sich im Bereich des Bayerischen, West- und Ostmitteldeutschen sowie Niederländischen. Es sind keine nach 1500 angefertigten Abschriften der Predigtsammlung bekannt. Der 'St. Georgener Prediger' wurde auch nie gedruckt.
Der 'St. Georgener Prediger' gehört zu einer der drei großen Predigtsammlungen aus dem 13. und beginnenden 14. Jahrhundert: Am Ende des 13. Jahrhunderts, also etwa zur selben Zeit, entstanden auch die Schwarzwälder Predigten, die umfangreichste Sammlung von Musterpredigten des späten Mittelalters und vermutlich franziskanischen Ursprungs. Die deutschen Predigten schließlich betonen die Bedeutung des franziskanischen Volkspredigers Berthold von Regensburg (*ca.1210-†1272), dem sie zugeschrieben werden.

## Überlieferung (Haupthandschriften)
- Badische Landesbibliothek Karlsruhe, Codex St. Georgen 36
- Universitätsbibliothek Freiburg, Hs. 464